# Hohenlepte
Hohenlepte ist ein Ortsteil der gleichnamigen Ortschaft der Stadt Zerbst/Anhalt im Landkreis Anhalt-Bitterfeld in Sachsen-Anhalt, Deutschland.

## Geografie
Das Dorf Hohenlepte vier Kilometer westlich von Zerbst erstreckt sich von der unteren Nuthe bis zur Elbe. Das Gelände des Gemeindegebietes inmitten des Biosphärenreservates Mittelelbe fällt zur Elbe hin leicht ab. Südlich von Hohenlepte liegen geschützte Auwälder (Steckby-Lödderitzer Forst), in denen unter anderem Biber heimisch sind.
Die Ortschaft Hohenlepte bildet sich durch die Ortsteile Badetz (15 Einwohner), Hohenlepte (107 Einwohner), Kämeritz (49 Einwohner) und Tochheim (12 Einwohner).

## Geschichte
Am 20. Juli 1950 wurden die bis dahin eigenständigen Gemeinden Badetz und Kämeritz nach Hohenlepte eingemeindet.
Am 1. Januar 2010 wurde Hohenlepte mit den zugehörigen Ortsteilen Badetz, Kämeritz und Tochheim nach Zerbst/Anhalt eingemeindet.

## Politik

### Ortschaftsrat
Als Ortschaft der Stadt Zerbst/Anhalt übernimmt ein so genannter Ortschaftsrat die Wahrnehmung der speziellen Interessen des Ortes innerhalb bzw. gegenüber den Stadtgremien. Er wird aus fünf Mitgliedern gebildet.

### Bürgermeister
Letzter Bürgermeister der Gemeinde Hohenlepte war Johannes Schäm.
Als weiteres ortsgebundenes Organ fungiert der Ortsbürgermeister, dieses Amt wird zur Zeit von Elke Meinhold wahrgenommen.

### Wappen
| | Blasonierung: „In Rot eine bewurzelte silberne Linde vor einer erniedrigten silbernen Wellenleiste.“ |
| Wappenbegründung: Die Farben des Ortes sind Weiß (Silber) - Rot. Hohenlepte grenzt mit der Gemarkung Tochheim an die Elbe, die diese Landschaft prägt und entscheidend beeinflusst. Die Linde steht laut Ortschronik seit dem 17. Jahrhundert als Symbol Hohenleptes. Die Wellenleiste symbolisiert die Elbe, das Rot des Wappenschildes für die Fruchtbarkeit des Bodens des durch die Landwirtschaft geprägten Ortes. Das Wappen wurde von der Grafikerin Steffi Heger aus Zerbst gestaltet, am 15. Februar 1996 durch das Regierungspräsidium Dessau genehmigt und im Landesarchiv Sachsen-Anhalt unter der Wappenrollennummer 14/1996 registriert. | |

## Verkehrsanbindung
Die Straßenverbindungen von Zerbst nach Calbe (Saale) und Barby führen über Hohenlepte. Im Ortsteil Tochheim verkehrt die Fähre Breitenhagen, ein der wenigen heute noch benutzten Gierseilfähren, nach Breitenhagen im Salzlandkreis. Die nächsten Bahnhöfe befinden sich in Güterglück bzw. in Zerbst (Bahnlinie Magdeburg – Dessau-Roßlau).